# بورلس
بورلس (به فرانسوی: Burelles) یک کمون در فرانسه است که در ان (ا-دو-فرانس) واقع شده‌است. بورلس ۱۳٫۸۳ کیلومتر مربع مساحت دارد ۱۲۰ متر بالاتر از سطح دریا واقع شده‌است.